# Robert Seguso
Robert Seguso (n. 1 mai 1963, Minneapolis, Minnesota, SUA) este un jucător de tenis american, medaliat olimpic. A participat la o ediție a Jocurilor Olimpice (1988) în care a câștigat o medalie de aur.

## Participări
Lista de mai jos prezintă principalele competiții la care a participat Robert Seguso de-a lungul carierei.
- tennis at the 1988 Summer Olympics – men's doubles[*]